# Le Courrier
Le Courrier ist eine überregionale französischsprachige Tageszeitung aus Genf. Sie setzt den Schwerpunkt auf christliche und soziale Fragen und ist damit die einzige linke Tageszeitung der Schweiz. Sie versucht das mit ihrem Motto «L’essentiel, autrement» («Das Wesentliche, andersherum») auszudrücken.

## Geschichte

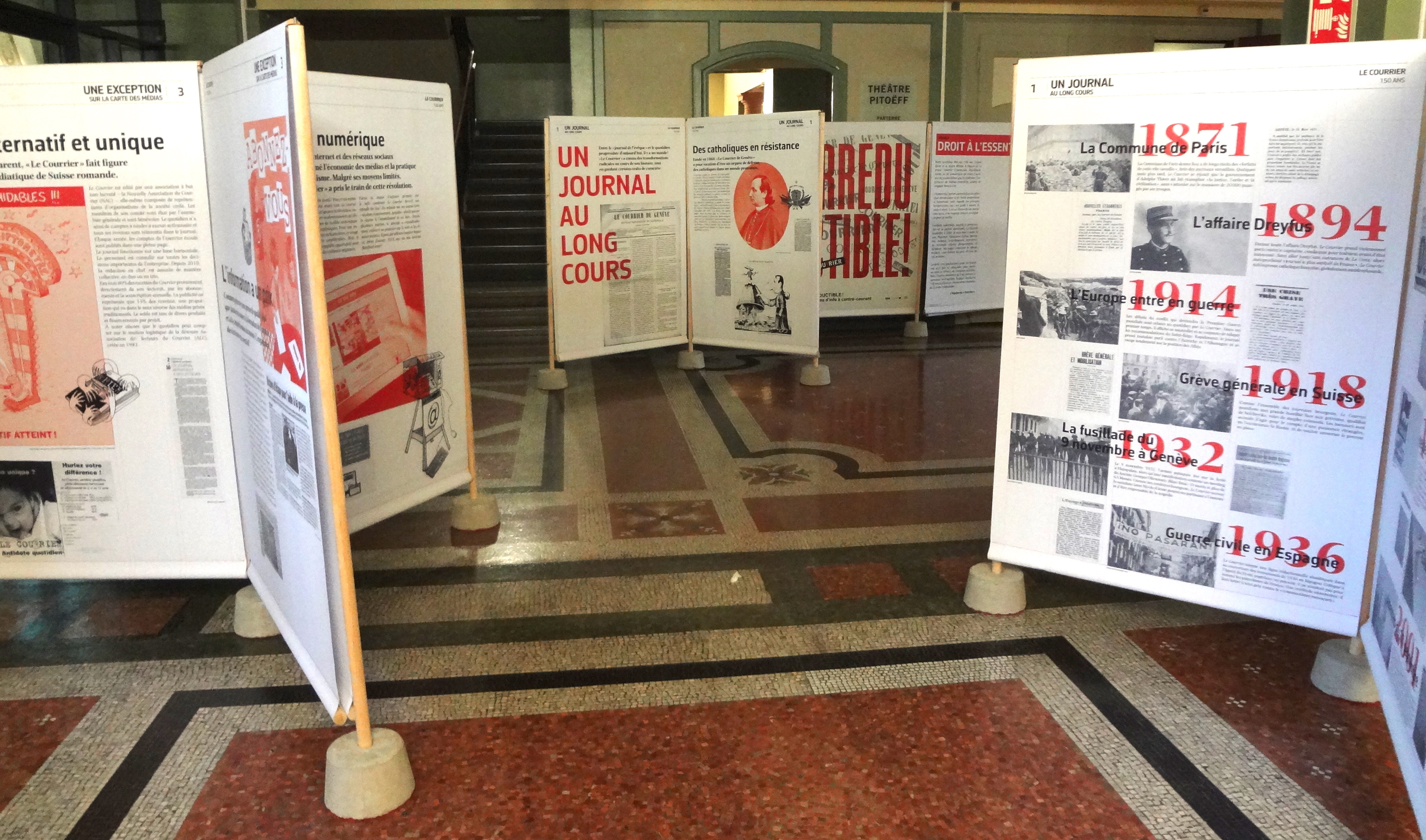
Ausstellung zum 150.

Le Courrier wurde am 5. Januar 1868 als Sonntagsblatt mit dem Untertitel «Feuille religieuse et nationale» gegründet, um die katholischen Interessen im protestantischen Genf zu vertreten. Der Verkauf fand an den katholischen Kirchentüren statt. 1892 wurde Le Courrier Tageszeitung mit einer Auflage von 3'000 bis 4'000 Exemplaren. Nach der Trennung von Kirche und Staat 1907 verlor das katholische Kampfblatt seine raison d’être, und die Auflage sackte auf 1'000 Exemplare ab.
Unter dem Chefredaktor René Leyvraz wurde aus der katholisch-konservativen ab 1923 eine christlich-soziale Zeitung mit 5700 verkauften Exemplaren 1932. Der katholischen Kirche als Besitzerin des Blattes war die Linie des Blattes jedoch zu links. Der Chefredaktor wurde 1935 ausgewechselt, worauf die Auflage sich halbierte. Zehn Jahre später holte man Leyvraz zurück, und weitere vier Jahre später hatte sich die Zahl der Abonnenten verdreifacht und pendelte sich in den 1960er Jahren bei 8000 Exemplaren ein.
Zwischen 1970 und 1980 verringerte sich die Auflage von 9'000 auf 4'000 Exemplare. Dank Subventionen von jährlich 300'000 Franken der katholischen Kirche und der Paulus-Druckerei in Freiburg überlebte das Blatt. 1996 kritisierte die Kirche von neuem die Ausrichtung der Zeitung, die sich zu stark an der Botschaft des Evangeliums orientiere und sich deshalb zu sozial engagiert habe. Sie kündigte die Kürzung der Subventionen an oder deren völlige Aufhebung, wenn der Chefredaktor nicht ausgewechselt werde. Die Zeitung wies die Forderung zurück, was zum endgültigen Bruch mit der Kirche führte.
Die WEMF-beglaubigte Auflage beträgt 4'541 (Vj. 5'019) verkaufte und 6'575 (Vj. 7'144) verbreitete Exemplare. Die höchste Auflage erreichte die Zeitung 2004 mit 10'000 Exemplaren.

## Organisation

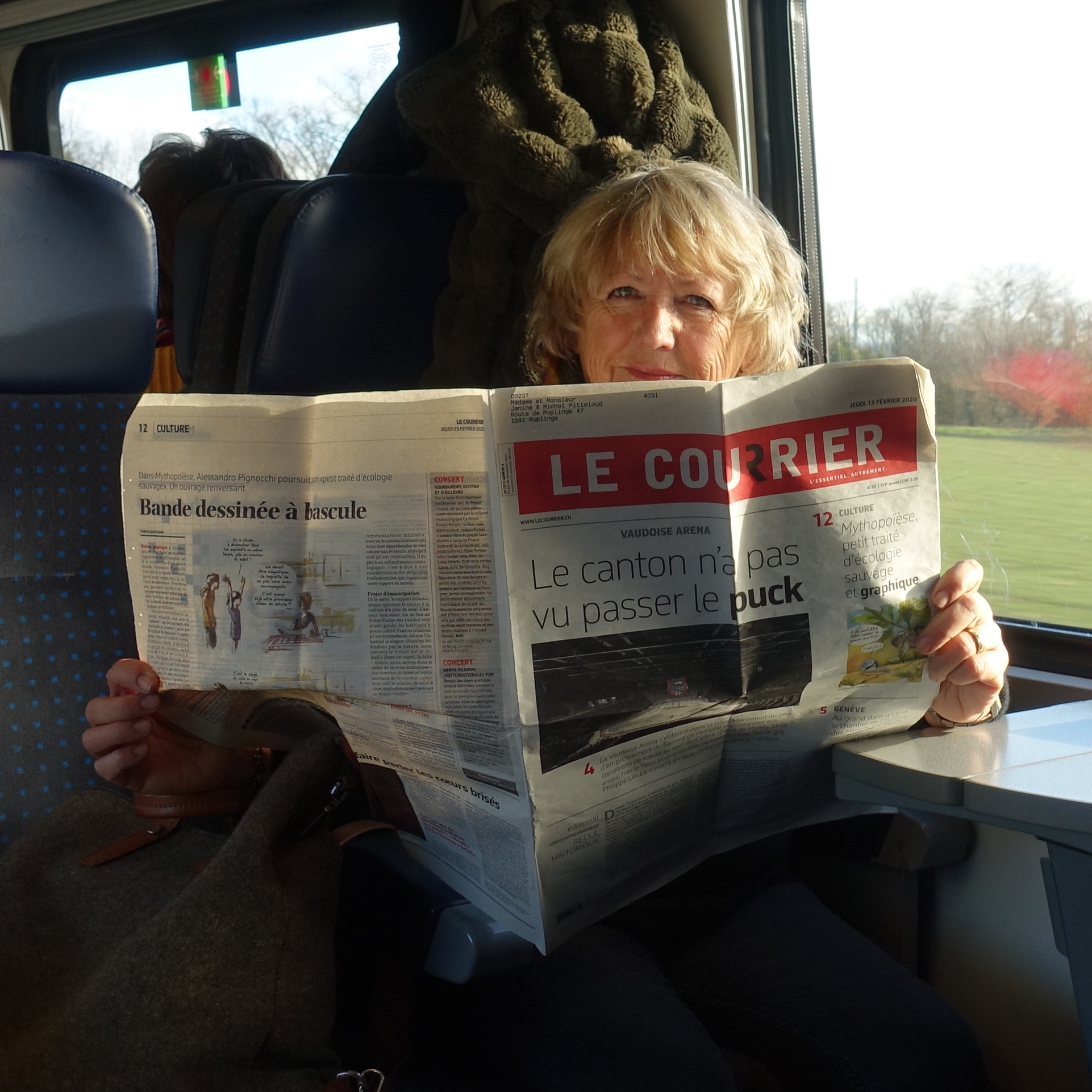
Leserin im Zug

Seit 1966 besteht eine enge Zusammenarbeit des Courrier mit der katholischen La Liberté aus Freiburg. Seit den 1970er Jahren bezieht er den Mantelteil von ihr.
Die Zeitung wird von vielen, im Verein Nouvelle association du Courrier vertretenen christlichen, alternativen, kulturellen und Nichtregierungsorganisationen, für die Le Courrier oft das einzige Sprachrohr ist, getragen. Sie überlebt auch dank einer redaktionellen Zusammenarbeit mit La Liberté, La Libre Belgique, Témoignage chrétien, Le Monde diplomatique, Il Manifesto und Spenden aus dem Leserkreis und kann wieder steigende Leserzahlen verzeichnen.
Le Courrier ist die einzige in Genf gedruckte Tageszeitung.
Neben der Hauptredaktion in Genf (zuständig für Genf, Religion, Kultur, Entwicklung, Solidarität, Nord-Süd) hat die Zeitung Lokalredaktionen in Siders (Wallis), Lausanne (Waadt) und Neuenburg (Neuenburg). Keine Lokalredaktionen bestehen in Freiburg und der Nordwaadt, die von der Partnerin La Liberté (Freiburg; Inland, Ausland, Sport) abgedeckt werden.